# 장흥장평중학교
장흥장평중학교(長興長平中學校)는 대한민국 전라남도 장흥군 장평면 용강리에 있는 공립 중학교이다.

## 학교 연혁
- 1950년 5월 13일 : 장평고등공민학교로 개교
- 1955년 5월 3일 : 장흥동중학교로 정식 인가, 장흥동중학교로 개명
- 1971년 1월 1일 : 장흥장평중학교로 개명
- 2022년 9월 1일 : 제26대 백귀덕 교장 부임
- 2023년 1월 5일 : 제68회 졸업식(총 졸업생수 8,658명)

## 참고 자료
- 장흥장평중학교 - 한국교육학술정보원 학교알리미